# 国士会館
国士会館（こくしかいかん）は、大阪府大阪市に本部を置く空手団体である。

## 概要
現極真会館総本部相談役の井本光勇が1982年に大阪で極真会館東京城西支部山田道場の同好会として空手道場を始め道場生が急増し1983年に新たに新国際実践空手道連盟国士会館を創設。2006年8月に特定非営利法人（NPO法人）国際実践空手道連盟国士会館を設立し、大阪市西区南堀江に事務局を、大阪府貝塚市に国士会館最強GYMを構えている。
グローブ空手を主体とし、K-1に出場している名城裕司などを輩出している。
2010年11月8日に大阪市浪速区にて国士会館本部最強GYMをオープン。